# محمدعلی نجفی
محمدعلی نجفی (زادهٔ ۲۳ دی ۱۳۳۰) سیاستمدار، مدرس دانشگاه و مدیر ارشد اجرایی است. او در گذشته دبیر ستاد هماهنگی اقتصادی دولت یازدهم به عنوان تدوین کننده برنامه اقتصادی دولت یازدهم و دوازدهم، شهردار تهران، مشاور امور اقتصادی رئیس‌جمهور، عضو شورای عالی میراث فرهنگی و گردشگری و عضو سازمان پژوهش و برنامه‌ریزی آموزشی بوده‌است. وی از ۱۳۶۷ تا ۱۳۷۶ وزارت آموزش و پرورش را در کابینه های میرحسین موسوی و اکبر هاشمی رفسنجانی برعهده داشت. نجفی از سال ۱۳۷۶ تا ۱۳۷۹ در کابینه سید محمد خاتمی، رئیس سازمان برنامه و بودجه بود. در فاصله سال‌های ۱۳۸۶ تا ۱۳۹۲ از اعضای شورای شهر تهران به‌شمار می‌آمد. در دولت یازدهم، در سال ۱۳۹۲ برای یک دوره ۶ ماهه ریاست سازمان میراث فرهنگی، صنایع دستی و گردشگری و برای یک دوره ۵ ماهه در سال ۱۳۹۴ سرپرستی وزارت علوم، تحقیقات و فناوری را برعهده داشت. در ۷ خرداد ۱۳۹۸، نجفی با مراجعه به پلیس آگاهی تهران، به قتل همسر دومش، میترا استاد، به ضرب گلوله اعتراف کرد و سپس محاکمه و در دادگاه به قصاص نفس محکوم گردید، در تیر ۱۴۰۲ قوه قضائیه اعلام کرد وی با گرفتن رضایت از شاکی خود از زندان آزاد شده‌است.

## زندگی‌شخصی و تحصیلات
محمدعلی نجفی، در ۲۳ دی ۱۳۳۰ در تهران به دنیا آمد و در دبیرستان مروی (۱۳۳۷–۱۳۴۹) واقع در خیابان ناصر خسرو تحصیلات متوسطه را با مدرک دیپلم ریاضی به پایان رساند و برای تحصیل مهندسی وارد دانشگاه صنعتی شریف شد که بعداً به ریاضی تغییر رشته داد. نجفی در مسابقات ملی ریاضی ایران که در سال ۱۹۷۴ در دانشگاه شیراز برگزار شد، مقام نخست کشوری را کسب کرد. نجفی دانش‌آموخته کارشناسی ریاضی از دانشگاه صنعتی شریف و کارشناسی ارشد ریاضی از مؤسسه فناوری ماساچوست می‌باشد.
پس از دریافت لیسانس ریاضی، در مهر ۱۳۵۳ وارد دوره دکترای مؤسسه فناوری ماساچوست (اِم آی تی) شد و تحصیل خود را زیر نظر برترام کاستانت در زمینه نظریه لی شروع کرد. رسالهٔ او دربارهٔ گروه لی بیشتر با نگاه جبری بود. در زمان انقلاب ۵۷، با وجودی که نزدیک به پایان کار بود، به ایران آمد و چون به‌طور مستقیم وارد دوره دکترای ریاضی شده بود، به اصرار استادش، از کارهای ناتمام رساله دکترایش به عنوان پایان‌نامه کارشناسی ارشد دفاع کرد و در هشتم فروردین ۱۳۵۸، بدون گرفتن مدرک دکترا خود به ایران آمد. به گفته بیژن ظهوری زنگنه، همکارش در دانشگاه صنعتی شریف، «مطمئناً می‌توانست به سهولت- به دلیل توانایی-هایش، مدرک دکترای خود را از ایران دریافت کند و نکرد و این باعث افتخار است که ایشان، همه جا آخرین مدرک رسمی خود را کارشناسی ارشد ریاضی نوشته‌است، در حالی که واقعاً شایسته مدرک دکترای ریاضی است»

### رتبه برتر کنکور
نجفی با استفاده از بورس تحصیلی فارغ‌التحصیلان ممتاز در دانشگاه اِم‌آی‌تی آمریکا تحصیل کرد. نجفی در دوره دکتری پیوسته ریاضی این دانشگاه تحصیل کرده‌است اما در سال ۱۳۵۷ در زمان انقلاب اسلامی به ایران بازگشت و نتوانست از رساله دکتری خود دفاع کند. وی بازنشسته دانشگاه صنعتی شریف با درجه مربی است.
- کسب رتبه اول امتحانات نهایی سال ششم دبستان‌های تهران (۱۳۴۳)
- کسب رتبه دوم امتحانات نهایی سال ششم دبیرستان‌های ایران (۱۳۴۹)
- کسب رتبه اول کنکور ورودی دانشگاه صنعتی شریف (۱۳۴۹)
- کسب رتبه اول مسابقات ریاضی دانشجویان سراسر کشور (۱۳۵۳)[۱۴]
- کسب رتبه اول در میان فارغ‌التحصیلان دانشگاه صنعتی شریف (۱۳۵۳)[۱۵]
- کسب نمره A+ در تمام دروس در دانشگاه اِم‌آی‌تی آمریکا[۱۶]

## فعالیت سیاسی
محمدعلی نجفی از بنیان‌گذاران حزب کارگزاران سازندگی ایران، عضو هیئت علمی (بازنشسته) دانشکده ریاضی و علوم رایانه دانشگاه صنعتی شریف و رئیس سابق سازمان میراث فرهنگی، صنایع دستی و گردشگری است. نجفی وی فعالیت سیاسی خود را از سال ۱۳۵۹ در جایگاه ریاست دانشگاه صنعتی اصفهان آغاز کرد، در فاصله سال‌های ۱۳۶۰ تا ۱۳۶۳ در جایگاه وزارت علوم فعالیت می‌کرد. نجفی از ۱۳۶۰ تا ۱۳۶۴ در دولت‌های محمدجواد باهنر، محمدرضا مهدوی کنی و میرحسین موسوی وزیر فرهنگ و آموزش عالی و از ۱۳۶۷ تا ۱۳۷۶ در دولت‌های موسوی و اکبر هاشمی رفسنجانی وزیر آموزش و پرورش ایران بود. در دولت اول سید محمد خاتمی رئیس سازمان برنامه و بودجه بود. در ۱۳۸۶ به عضویت در سومین دوره شورای شهر تهران انتخاب شد و در ۲۹ مرداد ۱۳۹۲ به دنبال انتصاب به عنوان معاونت رئیس‌جمهور از این سمت استعفا کرد. او در جریان تبلیغات انتخابات ریاست‌جمهوری ایران (۱۳۸۸) مشاور اقتصادی و برنامه‌ریزی مهدی کروبی از نامزدهای معترض به نتایج انتخابات بود و نمایندگی مهدی کروبی در شورای نگهبان برای پیگیری مسائل مربوط به تقلب در انتخابات را برعهده داشت.
نجفی یکی از سه وزیر پیشنهادی کابینه حسن روحانی بود که با وجودی که موافقت نیمی از مجلس را جلب کرده بود، با اختلاف یک رای از مجموع ۲۸۴ رای موفق به حضور در وزارت آموزش و پرورش نشد. بیشتر نمایندگان مخالف وی او را به حضور در جریان اعتراضات پس از اعلام نتایج انتخابات ۱۳۸۸ متهم کردند. دو روز بعد حسن روحانی طی حکمی وی را به معاونت رئیس‌جمهور و ریاست سازمان میراث فرهنگی، صنایع دستی و گردشگری کشور منصوب کرد. در ۱۰ بهمن ۱۳۹۲، نجفی از ریاست سازمان میراث فرهنگی استعفا کرد و حسن روحانی وی را به عنوان مشاور رئیس‌جمهور و دبیر ستاد هماهنگی اقتصادی جمهوری اسلامی ایران منصوب کرد. نجفی در تاریخ ۲۹ مرداد ۱۳۹۳ پس از رای آوردن استیضاح رضا فرجی‌دانا از وزارت علوم، سرپرست وزارت علوم، تحقیقات و فناوری شد و نود و پنج روز در این سمت بود. وی در تاریخ هشتم مرداد ۱۳۹۶ به عنوان یکی از کاندیداهای شهرداری تهران، این سمت را پذیرفت. در جریان رای‌گیری انتخاب شهردار تهران، هر شش گزینه دیگر کاندیداتوری شهرداری تهران، به نفع وی انصراف دادند.

## سال‌های اولیه انقلاب
نخستین مسئولیت نجفی بعد از ورود به ایران، ریاست دانشگاه صنعتی اصفهان از سال ۱۳۵۹ به مدت یک‌سال بود. نجفی سپس در دولت محمدجواد باهنر، دولت موقت محمدرضا مهدوی کنی و دولت اول میرحسین موسوی تصدی وزارت فرهنگ و آموزش عالی را بر عهده داشت. نجفی در جریان دفاعیه خویش در مجلس نهم برای کسب رأی اعتماد نمایندگان به عنوان وزیر آموزش و پرورش، و در پاسخ به التزام به ولایت فقیه اظهار داشت حضور وی در دولت اول میرحسین موسوی با اصرار رئیس‌جمهور وقت و رهبر کنونی ایران، سید علی خامنه‌ای صورت گرفته‌است. وی سپس در خلال سال‌های ۱۳۶۵ تا ۱۳۶۷ و در اواخر جنگ ایران و عراق سمت معاونت آموزشی صدا و سیما را عهده‌دار بود.

## دوران سازندگی و اصلاحات
وی در سال پایانی دولت میرحسین موسوی و دو دوره در دولت اکبر هاشمی رفسنجانی به عنوان وزیر آموزش و پرورش خدمت کرد. از مهم‌ترین اقدامات وی در زمان تصدی وزارت آموزش و پرورش، تغییر نظام آموزشی به ترمی واحدی، افزایش بی‌سابقه حقوق معلمان و ایجاد مدارس نمونه دولتی و غیرانتفاعی می‌باشد.
پس از دولت هاشمی با حکم سید محمد خاتمی به ریاست سازمان برنامه و بودجه انتصاب یافت. در انتخابات دوره نهم ریاست جمهوری، شایعاتی مبنی بر نامزدی وی به گوش می‌رسید که این امر محقق نشد.

## شورای شهر تهران
او در پاییز ۱۳۸۵ با قرار گرفتن در لیست ائتلاف اصلاح‌طلبان نامزد شرکت در انتخابات شورای شهر تهران شد و توانست همراه با احمد مسجدجامعی، معصومه ابتکار و هادی ساعی از لیست ائتلاف اصلاح‌طلبان در جمع ۱۵ نفره شورای شهر تهران قرار بگیرد. او در شورای شهر به دلیل حفظ احترام آیت الله حق‌شناس با تغییر نام میدان حق‌شناس تهران به ۹ دی مخالفت نمود. تعدادی از نمایندگان مجلس در جریان بررسی صلاحیت وی در مجلس نهم برای تصدی وزارت آموزش و پرورش دولت یازدهم، دلیل مخالفت خود را با وی، این اقدام نجفی در شورای شهر دانستند. محمد علی نجفی نیز در دفاعیه خود، دلیل مخالفتش را بیان کرد. نجفی به دنبال انتصاب به عنوان معاونت ریاست جمهوری و ریاست سازمان میراث فرهنگی، صنایع دستی و گردشگری در روز ۲۸ مرداد ۱۳۹۲، استعفانامه‌اش از عضویت در شورای شهر تهران را به مسئول بخش حقوقی شورا تقدیم کرده و راهی ساختمان میراث فرهنگی شد. روز بعد، روزنامهٔ بهار در شمارهٔ ۲۹ مرداد خود از نقش مهدی چمران، رئیس شورای شهر تهران، در رأی عدم اعتماد نمایندگان مجلس خبر داد. در روز ۲۹ مرداد ۱۳۹۲ نیز در حالی که استعفای نجفی در شورای شهر تهران مورد بررسی قرار گرفت، با توجه به این که یک هفته بیشتر تا پایان عمر سومین دوره شورای شهر تهران باقی نمانده بود، و با وجود مخالفت‌های حمزه شکیب رئیس کمیسیون عمران شورای شهر، رأی‌گیری برای تصویب استعفای نجفی انجام شد. از ۱۱ نفری که در جلسه شورا حضور داشتند فقط ۵ نفر به استعفا رأی دادند اما چمران گفت تعداد ۶ نفر بوده و استعفا پذیرفته می‌شود.
سرکشی به خانواده‌های آسیب دیده در جریان حوادث پس از انتخابات ۱۳۸۸
در جلسات رأی اعتماد مجلس شورای اسلامی به وزرای پیشنهادی حسن روحانی، علیرضا زاکانی، در مخالفت با محمدعلی نجفی، وزیر پیشنهادی وزارت آموزش و پرورش ضمن اشاره به حوادث پس از انتخابات ریاست‌جمهوری ایران (۱۳۸۸) گفت: «من در شورای عالی هلال‌احمر بودم. زمانی که گروه‌ها برای سرکشی به منازل آسیب دیدگان فتنه می‌رفتند، خانواده‌ها می‌گفتند قبل از شما آقای نجفی با خانم م. الف آمده و گفته‌اند که ما نماینده موسوی و کروبی هستیم، چرا شما مدعی شهدایی که داده‌اید نمی‌شوید؟»
محمدعلی نجفی نیز در دفاع از خود سرکشی به خانواده‌های آسیب دیده را مطابق مصوبه شورای شهر تهران دانست. روز بعد معصومه ابتکار در مصاحبه‌ای گفت: «این م. الف، معصومه ابتکار است و من خودم در مورد این موضوع توضیح را می‌دهم. اقدامات ما بر اساس مصوبه شورا در تاریخ ۲۵ مرداد ۸۸ بوده‌است و ما در راستای اقدامی انسان دوستانه برای پیگیری خانواده آسیب دیدگان آن حوادث اقداماتی را انجام دادیم و خدا را برای انجام این اقدامات شکر می‌کنیم».

## حضور در دولت یازدهم

### نامزدی وزارت آموزش و پرورش
بعد از انتخاب حسن روحانی به عنوان رئیس دولت یازدهم ایران، وی محمدعلی نجفی را به عنوان وزیر پیشنهادی جهت تصدی پست وزیر آموزش و پرورش در این دولت، به مجلس شورای اسلامی معرفی کرد. وی وعده به تغییرات بنیادی در آموزش و پروش ایران را اعلام کرد. پس از معرفی نجفی به مجلس، چندین تشکل صنفی معلمان ایران از جمله: کانون صنفی معلمان، سازمان معلمان ایران، انجمن اسلامی معلمان و… با ارسال نامه‌های متعدد به نمایندگان مجلس، خواستار رای اعتماد به نجفی از سوی نمایندگان مجلس شدند.
او تنها با اختلاف یک رای از مجموع ۲۸۴ رای (۱۴۲ رای مثبت، ۱۳۳ رای منفی، ۹ رای ممتنع) موفق به حضور در وزارت آموزش و پرورش نشد.

### ریاست سازمان میراث فرهنگی، صنایع دستی و گردشگری

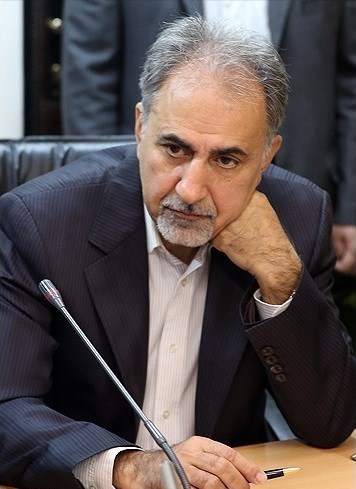
نجفی در مراسم معارفه اش به عنوان رئیس سازمان میراث فرهنگی

دو روز بعد از رأی عدم اعتماد مجلس به نجفی، حسن روحانی، رئیس‌جمهور ایران وی را به معاونت رئیس‌جمهور و ریاست سازمان میراث فرهنگی، صنایع دستی و گردشگری کشور منصوب کرد. انتصاب قریب‌الوقوع وی مورد حمایت و استقبال جامعه باستان‌شناسان، ایکوموس و ایکوم ایران قرار گرفت و سید محمد بهشتی شیرازی رئیس اسبق میراث فرهنگی و رئیس ایکوم ایران، نجفی را مدیری خواند که ویرانه میراث فرهنگی را برپا خواهد ساخت. نجفی در اولین سخنان خود پس از تصدی سازمان میراث فرهنگی، وعده داد که هویت را به این سازمان باز خواهد گرداند. نجفی با شرکت در اولین جلسه هیئت دولت تدبیر و امید، همراه با وزیران و سایر معاونین رئیس‌جمهور سوگند یاد کرد. روز بعد روزنامه کیهان، اقدام روحانی برای انتصاب محمد علی نجفی را دهن‌کجی وی به مجلس دانست. نجفی در ۲۹ مرداد ۱۳۹۲ رسماً تصدی سازمان میراث فرهنگی، صنایع دستی و گردشگری ایران را بر عهده گرفت. نجفی در سخنرانی در مراسم معارفه‌اش گفت: «بدن نحیفی از سازمان میراث فرهنگی باقی‌مانده که متأسفانه به زمین افتاده و با بی انصافی لگدکوب شده‌است، باید آن را بلند کرده خاک رویش را پاک کنیم و در جایی که در شان آن است بنشانیم و بعد از آن انتظار داشته باشیم تا این موجود جدید افاضات کند. این کار بسیار سختی است».
نجفی کمی بعد معاونان و مشاوران خود را از میان افراد با تجربه در عرصه میراث فرهنگی برگزید. او مهدی حجت را به عنوان معاون میراث فرهنگی و قائم مقام ریاست سازمان میراث فرهنگی، صنایع دستی و گردشگری، سید محمد بهشتی شیرازی را به عنوان مشاور ارشد ریاست سازمان و جلیل گلشن را به عنوان رئیس پژوهشگاه میراث فرهنگی تعیین نمود.
سفر به نیویورک و بازگرداندن جام شیردال کلماکره
نجفی، اولین سفر حسن روحانی به نیویورک برای شرکت در شصت و هشتمین مجمع عمومی سازمان ملل متحد در سال ۲۰۱۳ از همراهان رئیس‌جمهور بود. هدف وی از این سفر مذاکراتی برای بازگرداندن سی هزار لوح گلی هخامنشی از مؤسسه خاورشناسی دانشگاه شیکاگو بود. در جریان این سفر، وزارت امور خارجه ایالات متحده آمریکا، جام شیردال غار کلماکره را به عنوان نشان حسن نیت دولت آمریکا به مردم ایران هدیه کرد. این جام که به گفته کارشناسان تقلبی بوده، سال‌ها پیش از قاچاقچیان غار کلماکره در پلدختر لرستان به دست آمده و سپس از کشور خارج گردیده و در سال ۲۰۰۳ از سوی بخش مبارزه با قاچاق اشیاء عتیقه آمریکا توقیف شده بود. نجفی پس از بازگشت به ایران در فرودگاه بین‌المللی مهرآباد این جام را رونمایی کرد. او با اینکه اکثر کارشناسان این شیردال را تقلبی دانسته‌اند، این موضوع را رد کرد.
استعفا
محمد علی نجفی در ۱۰ بهمن ۱۳۹۲ از سمت خود استعفا کرد و مسعود سلطانی‌فر، عضو شورای شهر تهران و عضو هیئت علمی مرکز تحقیقات استراتژیک مجمع تشخیص مصلحت نظام به جای وی به عنوان رئیس سازمان میراث فرهنگی، صنایع دستی و گردشگری منصوب شد. به نظر برخی، از طرفی، فشار زیاد کاری و بیماری قلبی عارض شده به ایشان و از سوی دیگر، مشکلات فراگیر در این سازمان و ناتوانی وی در رسیدگی به همه آن‌ها از جمله دلایل استعفای وی بیان شده‌است.

### مشاور رئیس‌جمهور و دبیر ستاد هماهنگی اقتصادی
حسن روحانی رئیس‌جمهور ایران در ۱۰ بهمن ۱۳۹۲ طی حکمی محمدعلی نجفی را به سمت مشاور رئیس‌جمهور و دبیر ستاد هماهنگی اقتصادی منصوب کرد. در دوره تصدی وی در ستاد هماهنگی اقتصادی بود که لایحه خروج از رکود دولت تدوین گردیده و تقدیم مجلس شد.

### سرپرست وزارت علوم، تحقیقات و فناوری
حسن روحانی رئیس‌جمهور ایران در ۲۹ مرداد ۱۳۹۳، پس از استیضاح رضا فرجی‌دانا، وزیر علوم، طی حکمی محمدعلی نجفی را به عنوان سرپرست وزارت علوم، تحقیقات و فناوری منصوب کرد. روحانی در سخنرانی خود در جمع علما، فضلا و طلاب اردبیل اعلام کرد: «در دوران مدیرت دکتر فرجی دانا بر وزارت علوم ایشان برای گسترش علم، ایجاد فضای علمی در دانشگاه، بالابردن کیفیت و ایجاد آرامش در سطح دانشگاه بسیار تلاش کرده‌اند و امروز که آقای نجفی را به عنوان سرپرست این وزارتخانه منصوب کردم می‌خواهم که همین مسیر یعنی بالابردن کیفیت و توسعه مسائل فرهنگی و اخلاقی در دانشگاه و حفظ آرامش در سطح دانشگاه‌های کشور را ادامه دهد.»

#### اعلام نتیجه بررسی بورسیه‌های غیرقانونی
از جمله اقدامات مهم نجفی در زمان سرپرستی‌اش، اعلام نتیجه رسمی بررسی ۳٬۷۷۲ پرونده بورسیه اعطایی در دوران دولت دهم توسط وزارت علوم دولت یازدهم بود. در دوران سرپرستی نجفی، بررسی بورسیه‌های غیرقانونی دولت دهم انجام گردیده و بنابر گزارش وزارت علوم، ۸۴۰ نفر از بورسیه‌ها که در روند اخذ بورسیه، تخلفاتی صورت داده‌بودند، لغو بورسیه و موظف به بازگرداندن تمام هزینه‌های بورسیه خود گردید. همچنین طی این گزارش ۳۶ نفر از تحصیل محروم شدند.

#### تمدید سرپرستی با حکم حکومتی
در ۱ آذر ۱۳۹۳، و در حالی که به دلیل عدم رأی اعتماد مجلس به وزرای پیشنهادی علوم، مهلت سرپرستی سه ماه محمدعلی نجفی پایان یافته بود، سید علی خامنه‌ای، رهبر ایران در پاسخ به نامهٔ حسن روحانی، رئیس‌جمهور، طبق قانون اساسی و با حکم حکومتی مدت سرپرستی نجفی در وزارت علوم را تا زمان اخذ رأی اعتماد وزیر پیشنهادی علوم و صدور حکم وزارت تمدید نمود. محمدعلی نجفی تا ۵ آذر ۱۳۹۳، که محمد فرهادی توانست از مجلس رأی اعتماد بگیرد، نود و پنج روز سرپرست وزارت علوم بود.

### عضویت در شورای عالی میراث فرهنگی و گردشگری
در ۲۰ اردیبهشت ۱۳۹۴، حسن روحانی، رئیس‌جمهور، به پیشنهاد مسعود سلطانی‌فر، رئیس سازمان میراث فرهنگی، صنایع دستی و گردشگری، طی حکمی، محمدعلی نجفی را به همراه سه تن دیگر به عنوان عضو شورای عالی میراث فرهنگی و گردشگری منصوب کرد.

### عضویت در شورای سازمان پژوهش و برنامه‌ریزی آموزشی
در ۲۶ آبان ۱۳۹۴، حسن روحانی، رئیس‌جمهور، به پیشنهاد علی‌اصغر فانی، وزیر آموزش و پرورش، طی حکمی، محمدعلی نجفی را به همراه شش تن دیگر به عنوان عضو شورای سازمان پژوهش و برنامه‌ریزی آموزشی منصوب کرد.

## شهرداری تهران

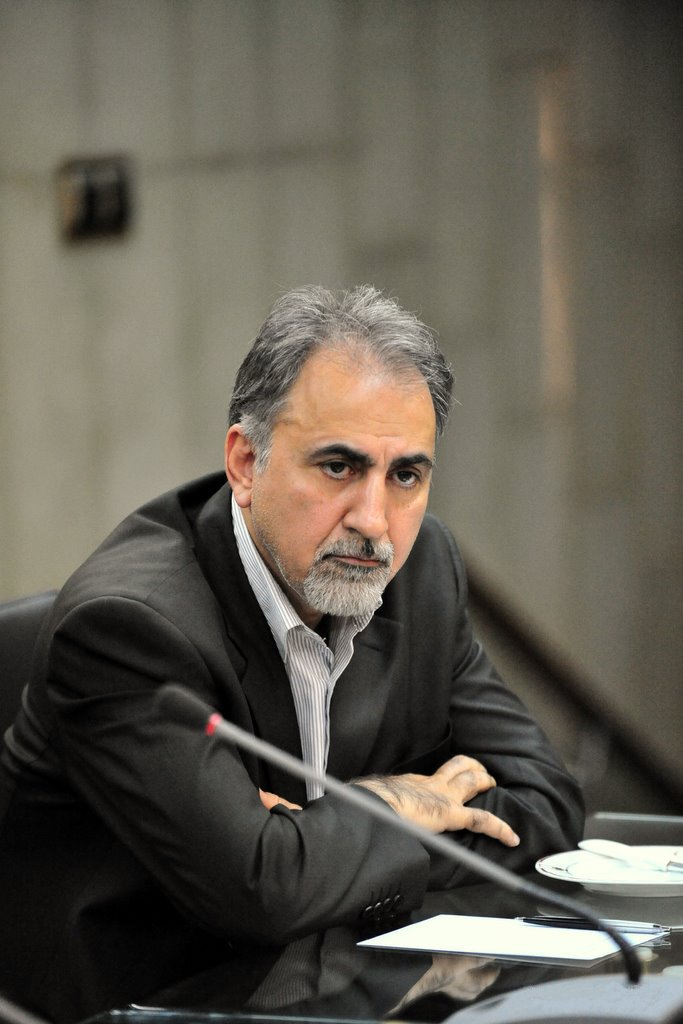
علی نجفی در سالن جلسات شورای اسلامی شهر تهران

محمدعلی نجفی روز ۱۹ مرداد ۱۳۹۶، توسط اعضای پنجمین دوره شورای اسلامی شهر تهران به عنوان گزینه نهایی شهرداری تهران برگزیده شد. او در اول شهریور ماه با شروع به کار رسمی شورای شهر پنجم به عنوان شهردار جدید تهران انتخاب و در پنجم شهریور با دریافت حکم از وزارت کشور، رسماً به عنوان شهردار کار خود را آغاز کرد و جایگزین محمدباقر قالیباف شد. او در تاریخ ۲۳ اسفند ۱۳۹۶ از سمت خود استعفا کرد.
روز چهارشنبه ۲۹ آذر ۱۳۹۶ زلزله‌ای به بزرگی حدود ۵٫۲ ریشتر در حد فاصل استان‌های تهران و البرز، حوالی مشکین دشت، را لرزاند. نجفی که شهردار تهران بود، تا ظهر روز بعد، از زلزله خبر نداشت و پیامی نداد. او روز بعد در کانال تلگرامی خود اعلام کرد که از نخستین دقایق وقوع زلزله، یعنی از نیمه‌شب چهارشنبه باخبر بوده و حضور داشته، ولی هفته بعد اعلام کرد که از نخستین دقایق صبح پنجشنبه در جریان زلزله بوده‌است. شایع شد که او در هنگام زلزله در کیش بوده‌است که خودش این را رد کرد.

### استعفا
صبح روز ۲۳ اسفند ۹۶ اخباری مبنی بر استعفای شب گذشته شهردار تهران از سمت خود منتشر شد. در پی انتشار خبر استعفای شهرداری تهران جلسه اضطراری شورای شهر تهران آغاز شد. با این‌که نجفی با وجود استعفاهای مکررش در منصب‌های گذشته، گفته بود که حال جسمی‌اش خوب است و به کارش ادامه می‌دهد، شب ۲۲ اسفند ۱۳۹۶ استعفای خود را از شهرداری به شورا داد و فردای آن روز علنی شد. او ابتلا به بیماری جدید را دلیل استعفای خود اعلام کرده‌است و شورا هم قرار شد با توجه به تعطیلات نوروز، استعفای او را بعد از تعطیلات بررسی کند.
با رای اکثریت اعضای شورای شهر تهران محمدعلی نجفی شهردار تهران پس از گذشت هفت ماه و ۲۱ روز از ساختمان بهشت رفت.
به گزارش ایسنا، اعضای شورای شهر تهران سرانجام پس از کش و قوس‌های فراوان با استعفای دوم محمدعلی نجفی شهردار تهران موافقت کردند و نجفی با رأی اعضا از ساختمان بهشت رفت.
نجفی که در اولین روز از شهریورماه سال ۱۳۹۶ با قرائت سوگندنامه شهردار شانزدهم تهران شده بود، به دلیل ابتلا به بیماری جدید از سمت خود استعفا داد، هرچند اعضای شورای شهر تهران در پذیرش استعفای اول نجفی مقاومت کرده و به استعفا رای منفی دادند اما تنها چند ساعت بعد از رد استعفای اول، نجفی مجدداً دست به قلم شد و این بار با اشاره به آغاز روند درمانی‌اش از شورای شهر خواست که اقدام‌های لازم را برای انتخاب شهردار یا سرپرست انجام دهند.
بالاخره در ۲۱ فروردین ۱۳۹۷ با رأی اکثریت اعضا، شورای شهر با استعفای نجفی موافقت کرد و رایزنی و بررسی برای انتخاب شهردار تهران آغاز شد.

## قتل همسر

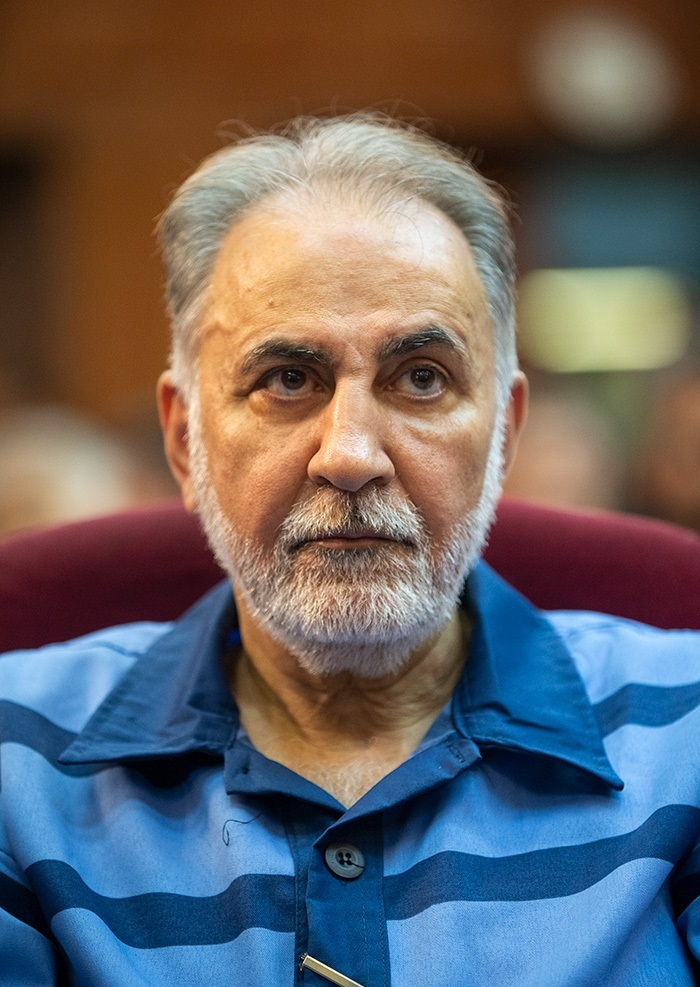
محمدعلی نجفی در جلسهٔ رسیدگی دادگاه به پروندهٔ قتل میترا استاد، ۳۱ تیر ۱۳۹۸

در تاریخ ۷ خرداد ۱۳۹۸، همسر دوم او، میترا استاد (۳۵ ساله) در منزل خود واقع در سعادت آباد تهران، به ضرب گلوله کشته شد. ساعاتی پس از این واقعه، نجفی با مراجعه به پلیس آگاهی تهران، به قتل همسرش اعتراف کرد. به گزارش خبرگزاری مهر، «اختلافات خانوادگی» دلیل این قتل بوده‌است. در تاریخ ۲۳ مرداد از سوی اولیا دم بخشیده شد و در نهایت به هفت سال و نه ماه زندان محکوم شد.

### صدور کیفرخواست
در روز ۱۳ خرداد دادستان تهران از صدور کیفرخواست پرونده نجفی و ارسال آن به دادگاه خبر داد. به گفته علی القاصی مهر با توجه به تکمیل تحقیقات دایر بر الف- قتل عمد میترا استاد ب- حمل و نگهداری سلاح غیرمجاز ج- ایراد صدمه بدنی عمدی منتهی به جرح (غیر فوتی) با تقاضای اولیای دم مقتول مبنی بر قصاص نجفی، پرونده با صدور کیفرخواست برای رسیدگی به دادگاه کیفری ارسال شد.

### حکم قصاص و بخشش از سوی خانواده مقتول
دادگاه محمدعلی نجفی در سه جلسه برگزار شد که آخرین جلسه آن ۳۱ تیر بود. در نهایت در ۸ مرداد ۱۳۹۸، سخنگوی قوه قضائیه از محکومیت محمدعلی نجفی، به قصاص نفس توسط دادگاه بدوی خبر داد. بر این اساس، شعبه نهم دادگاه کیفری استان تهران به ریاست قاضی محمدرضا محمدی کشکولی، آقای نجفی را در پرونده قتل میترا استاد همسر دوم‌اش، به دو سال حبس و قصاص محکوم کرده‌است. این حکم قابل تجدیدنظرخواهی است. او در تاریخ ۲۳ مرداد ۱۳۹۸ از سوی خانواده مقتول بخشیده شد و در ۶ شهریور ۱۳۹۸ از زندان آزاد شد، ولی دو روز بعد، بنا به حکم دادگاه به دلیل جنبه عمومی قتل و نگهداری سلاح غیرمجاز، مجدداً بازداشت و به زندان بازگشت.

### محکومیت به زندان و فرجام‌خواهی
دو جلسه دادگاه رسیدگی مجدد به این پرونده ۶ و ۹ آذر تشکیل شد و ۲۳ آذر، وکیل مدافع نجفی اعلام کرد که نجفی به جهت قتل عمد به ۶ سال و نیم حبس، و بابت نگهداری اسلحه به ۱ سال و ۳ ماه حبس محکوم شده‌است. حمیدرضا گودرزی گفت که طبق مهلت قانونی ۲۰ روزه، رأی صادره قابل فرجام‌خواهی در دیوان عالی کشور است و به آن اعتراض می‌کنیم. پس از آن لاله عقبایی، دیگر وکیل مدافع نجفی گفت که چون این قتل را مسلماً قتل شبه‌عمد می‌دانیم، در دیوان عالی کشور فرجام‌خواهی کرده‌ایم. دیوان عالی کشور نیز موضوع را قتل عمد تشخیص داد و حکم صادره را تأیید نمود.

### آزادی از زندان
نجفی پس از نزدیک به چهار سال از حبسش در ۲۰ فروردین ۱۴۰۲ با موافقت درخواست عفوش از زندان آزاد شد.